# Bahlingen am Kaiserstuhl
Bahlingen am Kaiserstuhl es un municipio en el distrito de Emmendingen en Baden-Wurtemberg, Alemania.